# Gonodonta separans
Gonodonta separans là một loài bướm đêm trong họ Noctuidae.